# Kościół Matki Bożej Bolesnej w Jarocinie
Kościół Matki Bożej Bolesnej – rzymskokatolicki kościół parafialny należący do parafii pod tym samym wezwaniem (dekanat Ulanów diecezji sandomierskiej).
Świątynia została wzniesiona w latach 1911–1913. Pracami budowlanymi kierował Aleksander Krajewski z Radomyśla nad Sanem. Budowla została poświęcona w 1916 roku. Z kolei w 1969 roku został dostawiony do niej przedsionek, według projektu inżyniera Józefa Kozieja z Rzeszowa. Kościół został zbudowany z cegły i jest otynkowany. Reprezentuje styl neogotyku nadwiślańskiego, na zewnątrz jest oszkarpowany, jego dach jest pokryty blachą miedzianą i zwieńczony sygnaturką. Wnętrze świątyni jest jednonawowe, jego wyposażenie powstało w XX wieku. Sklepienie w świątyni powstało z drewna. Drewniany chór muzyczny jest podparty dwoma murowanymi słupami. Przedsionek posiada 6 żelaznych okien i duże żelazne drzwi, nad którymi jest umieszczony łuk żelazny w kształcie okna. Nad frontem znajduje się żelazny krzyż.